# جلال فاروق الشريف
جلال فاروق الشريف . كاتب وصحفي سوري ولد في دمشق عام 1925 وتوفي فيها بتاريخ 3/12/ 1983.كان الابن الأكبر لأب كان يعمل صيدلانياً. تلقى تعليمه في دمشق، وحصل على الشهادة الابتدائية عام 1939 ثم انتقل مع اسرته للعيش في مدينة حمص بحكم عمل والده وهناك تابع دراسته في مدرسة التجهيز، قسم الفلسفة وكان من منتسبي كشاف سوريا، فوج تجهيز حمص. عمل في مؤسسة (الميرة) التي كانت تقوم بشراء الحبوب وتموين جيوش الحلفاء في منطقة (حسيا) عام 1943 كي يوفر لنفسه نفقات الدراسة. بدأ الكتابة في العشرين من عمره ونشر أوائل مقالاته من حمص تحت اسم مستعار وهو (ابن الصيدلاني) عام 1945 في مجلة (الأديب) اللبنانية لصاحبها ألبير أديب. أكمل دراسته الجامعية وتخرج من جامعة دمشق حاملاً الإجازة في الحقوق عام 1948 بعد أن كان قد التحق بنفس العام بجيش الإنقاذ، السرية الأولى من فوج اليرموك الأول وشارك بمعركة (زرعين). عمل في التعليم مدرساً في هيئة التعليم الثانوي في اللاذقية عام 1949 ثم في إعدادية وثانوية أمية في دمشق. توجه نحو العمل الأدبي والصحفي وأصبح رئيساً لتحرير جريدة «الوحدة» 1959 - 1961 . رئيس شؤون تحرير جريدة «البعث». شغل منصب «مدير عام مؤسسة الوحدة للطباعة والنشر» وساهم بإصدار جريدة «الثورة». مدير الملحقين الصحفيين في وزارة الإعلام 1963 - 1966 .ساهم في تأسيس اتحاد الكتاب العرب واتحاد الصحفيين وعُين مديراً لمعهد الإعداد الإعلامي. كان رئيساً لتحرير مجلة «الموقف الأدبي»، وأسهم في تأسيس جريدة تشرين مع عدد من الإعلاميين أمثال جبران كورية.

## مؤلفاته
- عناقيد الغضب- مختارات من الأدب الأمريكي- ترجمة- دار الرواد- دمشق 1951.
- مراسلات غوركي تشيخوف، دار اليقظة العربية، دمشق، ط1 1953- دار دمشق، ط2 1981. طبعة 2018 - دار الرافدين بيروت.
- مقابلات مع مكسيم غور كي - دار الرواد- دمشق 1952.
- مجلة (ليلى) 1963 - 1962 (زاوية دائمة بعنوان: أوراق من دفتر ليلى).
- الدعاية السياسية- دار الصحافة- دمشق 1964.
- علم الأدب السوفيتي- دراسة- دار الصحافة 1964.
- الثورة العربية كما يراها اليسار الغربي- وزارة الاعلام - دمشق.
- مايكوفسكي شاعر الثورة الاشتراكية- بغداد 1972.
- بعض قضايا الفكر العربي المعاصر- دراسة- اتحاد الكتاب العرب- دمشق- 1974.طبعة ثانية 2004 - وزارة الثقافة - دمشق.
- الشعر العربي الحديث- دراسة- اتحاد الكتاب العرب - دمشق 1976.
- ان الأدب كان مسؤولاً- دراسة- اتحاد الكتاب العرب- دمشق 1978.
- من أجل جبهة أيديولوجية للصمود والتصدي، مقالات، اتحاد الكتاب العرب- دمشق 1979.
- الرومانتيكية في الشعر العربي المعاصر في سورية- دراسة- اتحاد الكتاب العرب- دمشق 1980.
- أفكار فلسطينية- دراسة- دمشق 1981.
- في الأدب السوفييتي، دراسة- وزارة الثقافة- دمشق 1983.
- مقالات في مجلة (الأديب): - القومية تعبير عن الشخصية/ يوليو 1945 - الشباب/ أغسطس 1945 -الفرد وأخلاق الأمة/يونيو 1946 - مشكلة العمل القومي/ يوليو 1946 - نحن ومشاكل الغرب/ أغسطس 1946 - الانقلاب في حياة الأمة/ أكتوبر 1946 - من حياة شاب/ نوفمبر 1946 - من حياة شاب/ ديسمبر 1946 - نحن والعام الجديد/ يناير 1947 - من حياة شاب/ فبراير 1947 - من حياة شاب/ أبريل 1947 - من حياة شاب/ أغسطس 1947 - الإلزام الأخلاقي عند برغسون/ أكتوبر 1947 - الدين عند برغسون/ أبريل 1948 - من روائع القصة المعاصرة. جوديت ارل أو الرغام/ ديسمبر 1948 - من روائع القصة المعاصرة. جيني وينغ/ مايو 1949 - من روائع القصة المعاصرة. عشيق الليدي تشاترلي/ أكتوبر 1949 - ميريام/ أبريل 1951 - مقدمة عن هنري ميلر/ ديسمبر 1951 - بين غوركي والقيصر/ سبتمبر 1953 .
- مقالات في مجلة (الآداب): - أنطون تشيخوف/ أكتوبر 1954 - حول مسألة الأدب العربي الثوري/ ديسمبر 1979 .
- مقالات في مجلة (المعرفة): - أقوى من القنابل الذرية، من خواطر الأسفار / يونيو 1962 - الحلم والواقع / يوليو 1962 - القومية العربية، ايديولوجية تقدمية / اكتوبر1972 - الاشتراكية والبلدان النامية / يناير 1979 - المسألة الإيديولوجية والتحديات الراهنة / أبريل 1979 - حول أزمة المجتمع العربي المعاصر / سبتمبر 1979 - الكلمة الآن للديمقراطية / يناير 1981 - حول أزمة المجتمع العربي من الردة وسقوط القيم إلى الانهيار والانقراض / أكتوبر 1982.
- مقالات في جريدة (النقاد): - انطباعات عن نزار قباني/ العدد 351. 1956 - من قصيدة مزمار الفقرات / العدد 205 . 1953 - أزمة الأدب في سوريا / العدد 134 . 1952 - مقدمة عن الأدب السوفياتي / 1952 - ارنست همنغواي / العدد 262 . 1955 - دموع العيد / العدد 142 . 1952 - الصلة الإنسانية في الأدب بين القرئ والأديب /العدد 125 . 1952 - مفهوم الأدب عند جان بول سارتر / العدد 132 . 1952 - مفهوم الأدب عند شارل دوبو / العدد 124. 1952 .
- مقالات متفرقة في عدد من الصحف مثل: مجلة المضحك المبكي - صحيفة الكاتب العربي - صحيفة الفيحاء.

## وصلات خارجية
- جلال فاروق الشريف على موقع أرشيف الشارخ.